# ŠKFセレヂ
ŠKFセレヂ（ŠKF Sereď (Template:IPA-sk)）は、スロバキアのトルナヴァ県セレヂをホームタウンとするサッカークラブである。

## 歴史
1914年6月28日にセレヂスキー・シュポルトヴィー・クルブ (Sereďský športový klub) として創設された。
2017-18シーズンに2.リーガで優勝して最上位リーグのフォルトゥナ・リーガに初昇格した。

## 獲得タイトル
- 2.リーガ：1回
  - 2017-18

## 歴代所属選手
- 浦田樹 2021-